# Порфирий (Скикос)
Митрополи́т Порфи́рий (греч. Μητροπολίτης Πορφύριος; в миру Константи́ноc Ски́кос, греч. Κωνσταντίνος Σκίκος; род. 1940, Инахос) — епископ Александрийской православной церкви на покое, титулярный митрополит Фиваидский.

## Биография
В 1966 году был рукоположён в сан диакона, в 1969 году — во пресвитера. В 1970 году был возведен в достоинство архимандрита.
В 1985 году был назначен настоятелем патриаршего Георгиевского монастыря в Старом Каире.
14 июня 1990 года решением Священного синода освобождён от должности настоятеля Георгиевского монастыря и избран титулярным епископом Вавилонским, викарием Папы и Патриарха Александрийского и всей Африки.
17 июня 1990 года был рукоположен в титулярного епископа Вавилонского.
23 сентября 1997 года и назначен епископом Букобским.
23 ноября 1999 года почислен на покой по состоянию здоровья.
14 марта 2003 года ему был присвоен титул епископа Свинийского (Επίσκοπος Συΐνης).
27 октября 2004 года возведён в сан митрополита с титулом Фиваидский.